# 葉市憂
葉市 憂（はいち ゆう）は日本の女性声優。主にアダルトゲームに声をあてている。

## 出演作品
太字は主役・メインキャラクター

### ゲーム

#### 2009年
- とらぶる＠ヴァンパイア![1]
- 姫狩りダンジョンマイスター（アマゾネス）[1]

#### 2010年
- セリフで感じて! 声優どうし（米倉清子）[2]
- 寝取られ・傍観・日記 〜変態医師の性研究の餌食となり理性の仮面を剥がれてヨガり泣かされる俺の妹と幼馴染と先生〜（小守春香）[2]
- りりかる!（三柴琴乃、内田誠）[2]

#### 2011年
- 惡代姦（天姫）[2]
- 惡 +(プラス)（天姫、辻、テンセン、たえ）[2]
- A.G.II.D.C. 〜あるぴじ学園2.0 サーカス史上最大の危機!?〜（真平、サラマンダー）[1]
- 家出彼女（茂村唯）[2]
- いつでも女の子に精液大量注入!して褒められる世界（幼馴染、巨乳美人教師、セレブ人妻）[2]
- 犯され勇者〜凛々しく世界を救うハズだったボク…〜（ラフィル、エゼルダ）[2]
- おっぱい怪獣アカネゴン〜家庭教師はどS痴女〜（高宮アカネ）[2]
- グリザイアの果実（佐久間みのり）[1]
- 高貴なお嬢様を片っ端から孕ませたら、どうなるか?（桐生院 朔夜）[3]
- 催眠、好きですよね? 〜アイドルだって発情させます〜（吉江彩花）[2]
- 催眠無双（森澤朱里）[2]
- 新やらせてっ!てぃーちゃー（岡本亜子）[1]
- 超時空爆恋物語 - door pi chu -[1]
- 天使のミルクタンク 〜ふたなりLLセット〜（デイジー）[2]
- はじめてどうし2 〜HAPPY・バカップル〜（折宮祥子）[2]
- 冒険者の町を作ろう!（カリン）[2]
- やりすぎコゾー（ハルカ先生）[2]
- 妖蟲ノ檻（深崎 薫、クリスティーナ・フォン・グリアード）[2]
- 恋愛小説物語（道玄坂小春）[2]

#### 2012年
- ボクのママン捜し 〜ママをたずねたら…8人の巨乳妻でした〜（三嶋 小枝）[4]
- 紅神楽
- 信長も 秀吉も 家康も!?み〜んな腹ボテで天下統一!!（森 蘭丸[5]、伊達 政宗[6]、北条 氏康[7]）

#### 2014年
- 恋愛リベンジ（香月あやめ）

#### 発売日未定
- GODDAMN〜貴方の答を否定する〜（市原もみじ）[2]